# Delagardieska arkivet
Delagardieska arkivet kallas en stor samling manuskript som i början av 1800-talet skapades av politikern och generalen Jacob De la Gardie (1768 – 1842) på Löberöds slott i Skåne.
Kärnan i arkivet utgörs av akter som har med de De la Gardieska godsen i Sverige och Baltikum att göra. Till detta kommer ett flertal andra godsarkiv och enskilda personers arkiv, bl.a. Nils Månssons i Skumparp.
På 1820-talet ordnades samlingarna av Peter Wieselgren, som även gav ut ett antal akter i 20 band (1831 – 44). År 1848 överfördes arkivet genom testamente till Lunds universitetsbibliotek där det utgör en separat del på över 1 500 band av handskriftssamlingarna.